# Verlengde gedraaide vierkante bipiramide
Een verlengde gedraaide vierkante bipiramide is in de meetkunde het johnsonlichaam J17. Deze ruimtelijke figuur kan worden geconstrueerd door een regelmatig achtvlak te verlengen, 45° te draaien en er een vierkant antiprisma tussen te zetten, zodanig dat de zijvlakken allemaal uit gelijkzijdige driehoeken bestaan. Het duale veelvlak van de verlengde gedraaide vierkante bipiramide is een trapezoëder, de afgeknotte vierkante trapezoëder.
De 92 johnsonlichamen werden in 1966 door Norman Johnson benoemd en beschreven.
- (en)  Gyroelongated Square Dipyramid